# Grått ginstfly
Grått ginstfly, Apopestes spectrum, är en fjärilsart som beskrevs av Eugen Johann Christoph Esper 1787.
Grått ginstfly ingår i släktet Apopestes och familjen nattflyn, Noctuidae. Arten är ännu inte påträffad i Sverige. En underart finns listad i Catalogue of Life, Apopestes spectrum cantralasiae W. Warren, 1913.  ,

## Bildgalleri

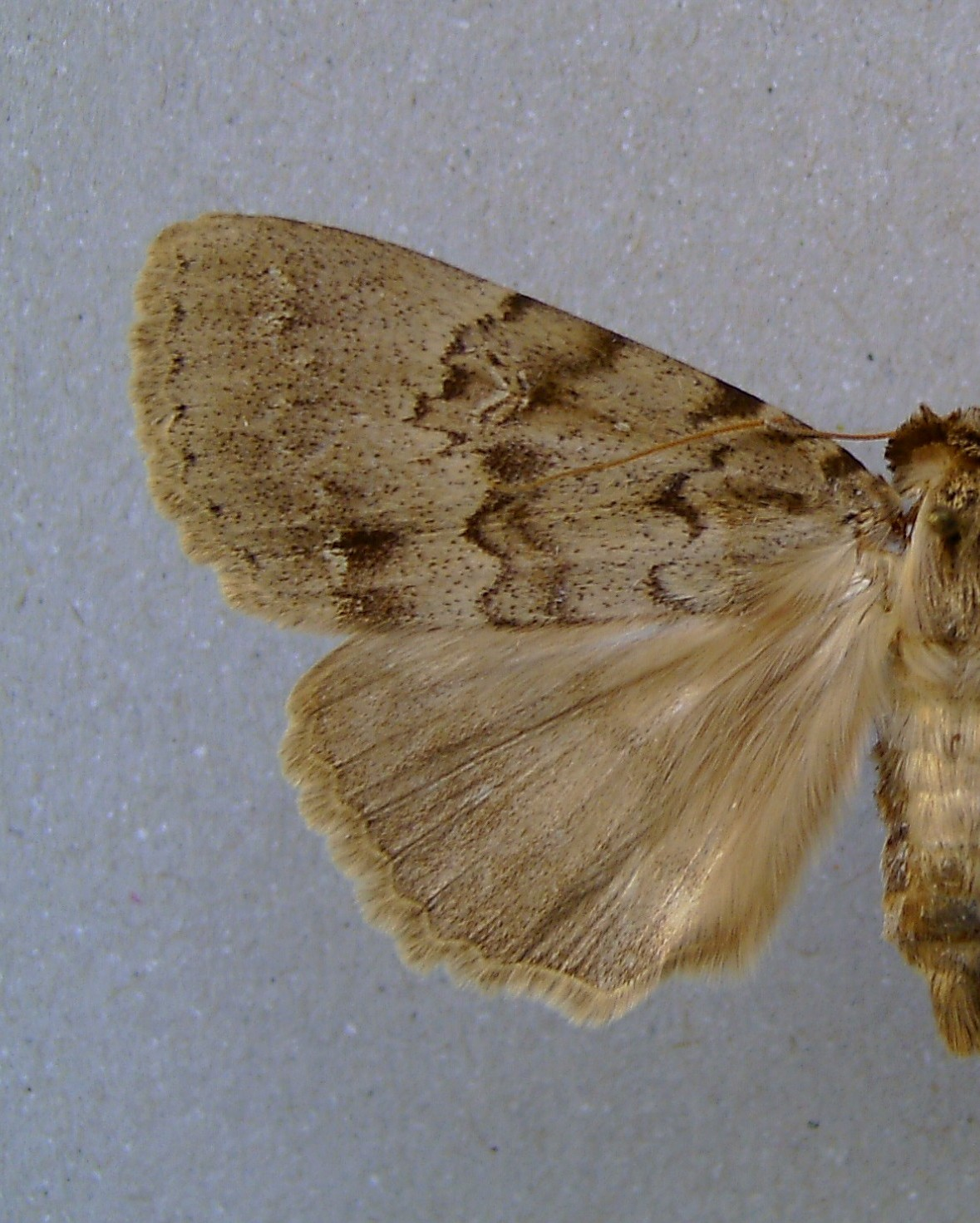
Delförstoring av en preparerad (uppnålad) imago fjäril